# Corynoptera inundata
Corynoptera inundata är en tvåvingeart som beskrevs av Fritz 1982. Corynoptera inundata ingår i släktet Corynoptera och familjen sorgmyggor.
Artens utbredningsområde är Tyskland. Arten är reproducerande i Sverige. Inga underarter finns listade i Catalogue of Life.